# Ganso
Paulo Henrique Chagas de Lima, ismertebb nevén Paulo Henrique Ganso vagy egyszerűen Ganso (Ananindeua , Pará , Brazília, 1989. október 12. –) brazil válogatott labdarúgó, a Fluminense középpályása. 2009-ben jelölést kapott a Brazil labdarúgó-szövetség által kiosztott brazil bajnokság (Campeonato Brasileiro Série A) legtehetségesebb fiatal labdarúgója díjra.

## Pályafutása

### Santos
Ganso 2005-ben csatlakozott a klub ifiakadémiájához. 2007-ben megsérült, 6 hónapra kidőlt a csapatból, később azonban megnyerte Campeonato Paulista (Brazil Szuperkupa) kiírását a csapattal.
2008-ban már a 10-es számú mezt viselte a Copa São Paulo tornán, csapata a negyeddöntőben szenvedett vereséget az Internacional egyesülete ellen.
2010-ben ismét megnyerte a Campeonato Paulista tornát a Santo André csapata ellen.
2010 augusztusában bejelentették, hogy Ganso bal térdét meg kell műteni, és ezáltal 6 hónapos kihagyásra kényszerül. Októberben egy "ügynöki társaság" a DIS Group (a Sonda Group leányvállalata, mely egy szupermarket) egy ajánlatot kínált a klubnak, a játékos jogát 70%-ban meg akarta vásárolni, azonban a klub nem fogadta el az ajánlatát. Azonban 2015-ig van egy szerződés a cég és a játékos, illetve a klub között, és ha lejár, a játékos piaci díja is jelentősen csökkenni fog. Végül egy bírósági tárgyalás keretében a cég 45% jogosultságot kiharcolt a klubnál. 2016 nyarán a Sevilla FC szerződtette 8 millió euróért.

#### A válogatottban
2009-ben meghívták az U20-as válogatottba.
A 2010-es év elején a brazil médiában a hírek arról szóltak, hogy a fiatal tehetség kerettag lesz a világbajnokságon, méghozzá Kaká tartalékjaként, mivel hasonló stílusú játékot képvisel, mint az Aranylabdás.
2010. május 11-én vált hivatalossá, hogy a világbajnokságra készülő brazil keret tagja lesz. Azonban a szövetségi kapitány, Dunga végül nem hívta meg a keretbe, helyette a 2009-es Bundesliga gólkirályát, Grafitét nevezte be a tornára. Július 26-án az USA ellen mutatkozott be az új menedzser, Mano Menezes révén. A mérkőzésen gólt is szerzett. Az edzőt annyira lenyűgözte a teljesítménye, hogy a 2011-es Copa Américára felkészülő keret tagja lett, és a 10-es számú mezt is megkapta. Részt vett a 2016-os Copa Américán

## Statisztika
2011. május 4. szerint
| Klub   | Szezon   | Brasileirão | Brasileirão | Copa do Brasil | Copa do Brasil | Paulista | Paulista | Nemzetközi | Nemzetközi | Összes | Összes |
| Klub   | Szezon   | Mérk.       | Gól         | Mérk.          | Gól            | Mérk.    | Gól      | Mérk.      | Gól        | Mérk.  | Gól    |
| ------ | -------- | ----------- | ----------- | -------------- | -------------- | -------- | -------- | ---------- | ---------- | ------ | ------ |
| Santos | 2008     | 3           | 0           | —              | —              | 4        | 0        | —          | —          | 7      | 0      |
| Santos | 2009     | 31          | 8           | 4              | 0              | 11       | 2        | —          | —          | 46     | 10     |
| Santos | 2010     | 11          | 0           | 10             | 2              | 20       | 11       | 2          | 0          | 43     | 13     |
| Santos | 2011     | 0           | 0           | 0              | 0              | 8        | 2        | 6          | 1          | 14     | 3      |
| Santos | Összesen | 45          | 8           | 14             | 2              | 43       | 15       | 8          | 1          | 110    | 26     |

Magyarázat:
Brasileirão: Brazil Bajnokság
Copa do Brasil: Brazil Kupa
Paulista: Brazil Ligakupa
Nemzetközi: A válogatottal lejátszott mérkőzései (A CONMEBOL zónára vonatkozóan)

## Sikerei, díjai

### Santos
- Campeonato Paulista (2): 2010 , 2011
- Copa do Brasil (1): 2010
- Copa Libertadores (1): 2011.
- Copa Sudamericana (1): 2012